# Borstig bägargömming
Borstig bägargömming (Acanthonitschkea tristis) är en svampart som först beskrevs av Christiaan Hendrik Persoon, och fick sitt nu gällande namn av John Axel Nannfeldt 1975. Borstig bägargömming ingår i släktet Acanthonitschkea och familjen Nitschkiaceae.  Arten är reproducerande i Sverige. Inga underarter finns listade i Catalogue of Life.